# Estádio dos Coqueiros
Het Estádio dos Coqueiros is een multifunctioneel stadion in Luanda, Angola. Het stadion wordt meestal gebruikt voor voetbalwedstrijden, maar er kunnen ook atletiekwedstrijden georganiseerd worden. De voetbalclubs Sport Luanda e Benfica en Kabuscorp SC maken van dit stadion gebruik. In het stadion is plaats voor 12.000 toeschouwers. In 2004 is het stadion gerenoveerd. 